# Římskokatolická farnost Nové Sedlo nad Bílinou
Římskokatolická farnost Nové Sedlo nad Bílinou (lat. Neudorfium, něm. Neundorf a. d. Biela) je zaniklá církevní správní jednotka sdružující římské katolíky v Novém Sedle nad Bílinou a okolí. Organizačně spadala do krušnohorského vikariátu, který je jedním z deseti vikariátů litoměřické diecéze.

## Historie farnosti
Již v roce 1352 se zde nacházela plebánie. Matriky jsou v místě vedeny od roku 1664.
Farnost existovala do 31. prosince 2012 jako součást jirkovského farního obvodu. Od 1. ledna 2013 zanikla sloučením do farnosti děkanství Jirkov.

### Duchovní správcové vedoucí farnost
Začátek působnosti jmenovaného v duchovní správě farnosti od:
- Joannes, † 1395
- 1395 Iacobus z Vroutku
- 1628 Ioannes Mayer
- 1632 Martinus Bodach
- 1653 Casparus Mayer
- 1664 Ernestus Schudes
- 1688 Carolus Franciscus Merald
- 1721 Neunachbar
- 1754 Josephus Math. Richter
- 1769 Josephus Thuma
- 1772 Michaël Lorentz
- 1779 Franc. Plath, † 24. 1. 1799
- 1799 Ign. Kopka, † 23. 5. 1803
- 1803 Anton. Pollensky
- 1808 par. vacat, cap. Wenc. Seehars
- 1810 Procop. Mayer, n. 11. 6. 1747 Graupen, o. 27. 2. 1774, † 31. 3. 1829
- 1829 August. Griesel, n. 5. 9. 1780 Eidlitz, o. 8. 9. 1804, † 24. 12. 1857
- 1857 Franc. Andersch, n. 10. 5. 1810 Oberliebich, o. 4. 8. 1834, † 14. 6. 1876
- 1876 par. vacat, admin. int. Anton. Löschner
- 1877 Joann. Mann, n. 30. 5. 1817 Komotau, o. 15. 11. 1842, † 5. 3. 1901
- 1887 par. vacat, admin. int. Jos. Horner
- 1888 Jos. Böhm, n. 10. 3. 1819 Radonic, o. 25. 7. 1843, † 24. 2. 1892
- 1892 Jos. Preiss, n. 24. 12. 1830 Kuttowenka, o. 25. 7. 1854, † 14. 4. 1904
- 1897 Jos. Passig, n. 13. 12. 1843 Buschullersdorf, o. 15. 7. 1868, † 4. 5. 1925
- 1920 par. vacat, admin. interc. Car. Hubatschek
- 1921 Car. Hubatschek, n. 22. 4. 1890 Dehlau, o. 13. 7. 1913
- 1931 par. vacat, admin. interc. Alfred Dinnebier
- 1932 Alfred Dinnebier, n. 29. 9. 1903 Teplitz-Schönau, o. 11. 7. 1926, † 28. 9. 1976
- 1938 par. vacat, admin. excurr. Rud. Löffler
- 1. 9. 1938 Rud. Löffler, n. 28. 6. 1902 Bunzendorf, o. 29. 6. 1929, † 29. 4. 1978
- 8. 11. 1946 Josef Dobiáš
- 1. 11. 1948 Josef Pekár
- 1. 8. 1949 Antonín Blaha
- 1. 8. 1954 Jaroslav Knespl
- 1. 8. 1964 Stanislav Rozkopal
- 1. 8. 1982 František Tomšík
- 1. 2. 2004 – 31. 12. 2012 Miroslav Dvouletý (administrátor excurrendo)[3]

Kromě kněží stojících v čele farnosti, působili ve farnosti v průběhu její historie i jiní kněží. Většinou pracovali jako farní vikáři, kaplani, katecheté, výpomocní duchovní aj.

## Území farnosti
Do farnosti náleželo území obcí:
- Kundratice (Kunnersdorf)[p 2]
- Nové Sedlo nad Bílinou (Neudorf an der Biela)[p 2]
- Podhůří (Schimberg)[p 2]
- Strupčice (Trupschitz)[p 2] s místní částí Hošnice (Hoschnitz)[p 2]
- Vysoká Pec (Hohenofen)[p 2]

## Římskokatolické sakrální stavby a místa kultu na území farnosti
| | Fotografie | Stavba                   | Místo                  | Bohoslužby                      | Zeměpisné souřadnice             | Status                  | Číslo kulturní památky                      |
| Kostel | Kostel     | Kostel                   | Kostel                 | Kostel                          | Kostel                           | Kostel                  | Kostel                                      |
| --- | ---------- | ------------------------ | ---------------------- | ------------------------------- | -------------------------------- | ----------------------- | ------------------------------------------- |
| 1. |            | Kostel sv. Václava       | Strupčice              | bližší informace o bohoslužbách | 50°28′15″ s. š., 13°32′ v. d.    | filiální kostel         | 21959/5-760 (Pk•MIS•Sez•Obr•WD) (Q18718639) |
| Zaniklé sakrální stavby |            |                          |                        |                                 |                                  |                         |                                             |
| 2. |            | Kostel sv. Petra a Pavla | Nové Sedlo nad Bílinou | nelze sloužit                   | 50°30′26″ s. š., 13°30′33″ v. d. | zbořený farní kostel    | —                                           |
| 3. |            | Kostel Jména Panny Marie | Kundratice             | nelze sloužit                   | 50°31′39″ s. š., 13°29′35″ v. d. | zbořený filiální kostel | —                                           |
| 4. |            | Kaple sv. Víta           | Hošnice                | nelze sloužit                   | 50°27′20″ s. š., 13°32′18″ v. d. | zbořená kaple           | —                                           |
| Některé drobné sakrální stavby a pamětihodnosti lze dohledat zde v databázi Drobné sakrální památky Zaniklé sakrální stavby lze dohledat zde v databázi Poškozené a zničené kostely, kaple a synagogy v České republice |            |                          |                        |                                 |                                  |                         |                                             |

Ve farnosti se mohou nacházet i další drobné sakrální stavby, místa římskokatolického kultu a pamětihodnosti, které neobsahuje tato tabulka.

## Galerie sakrálních pamětihodností ve farnosti

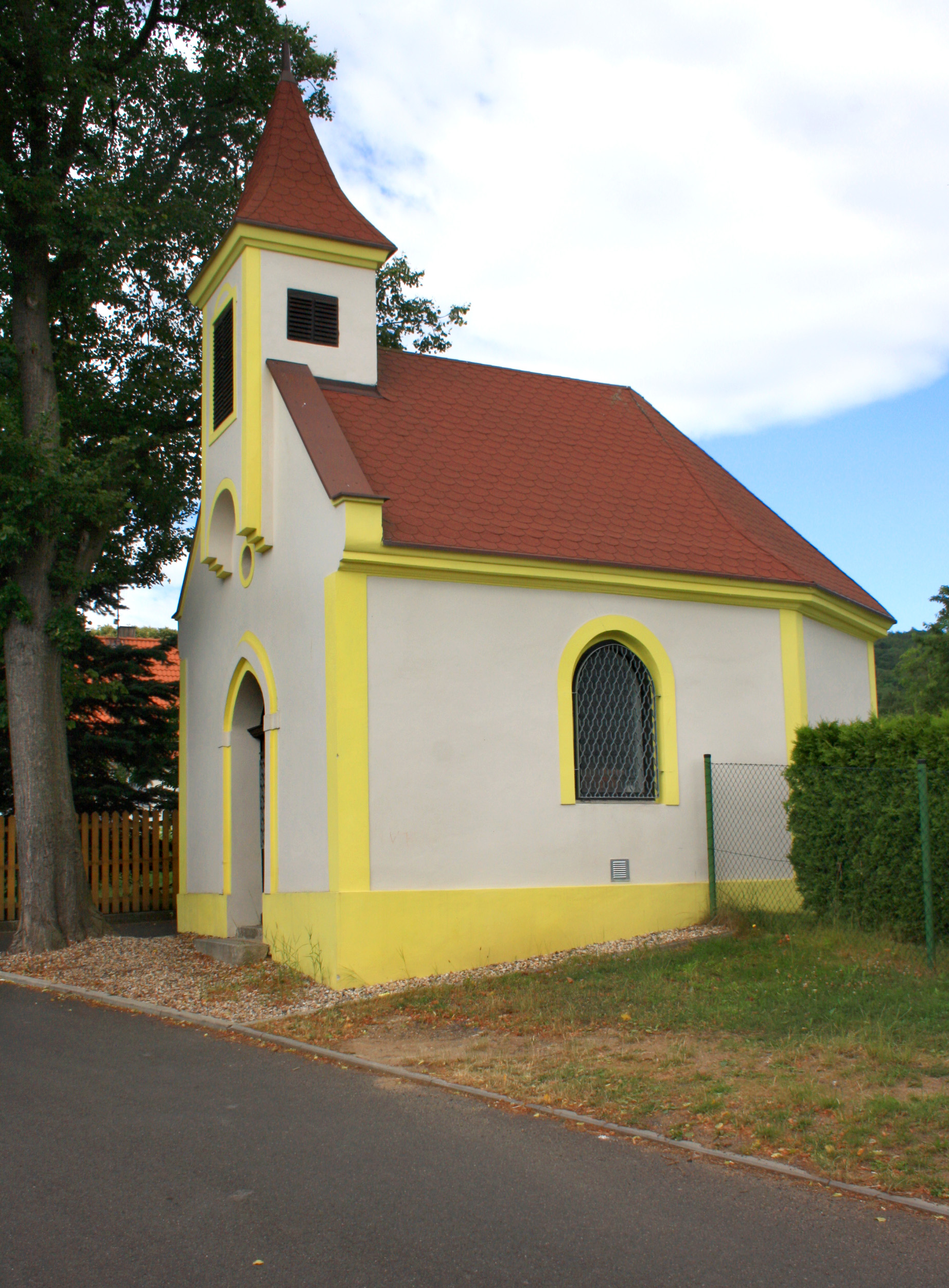
Kaplička v obci Vysoká Pec
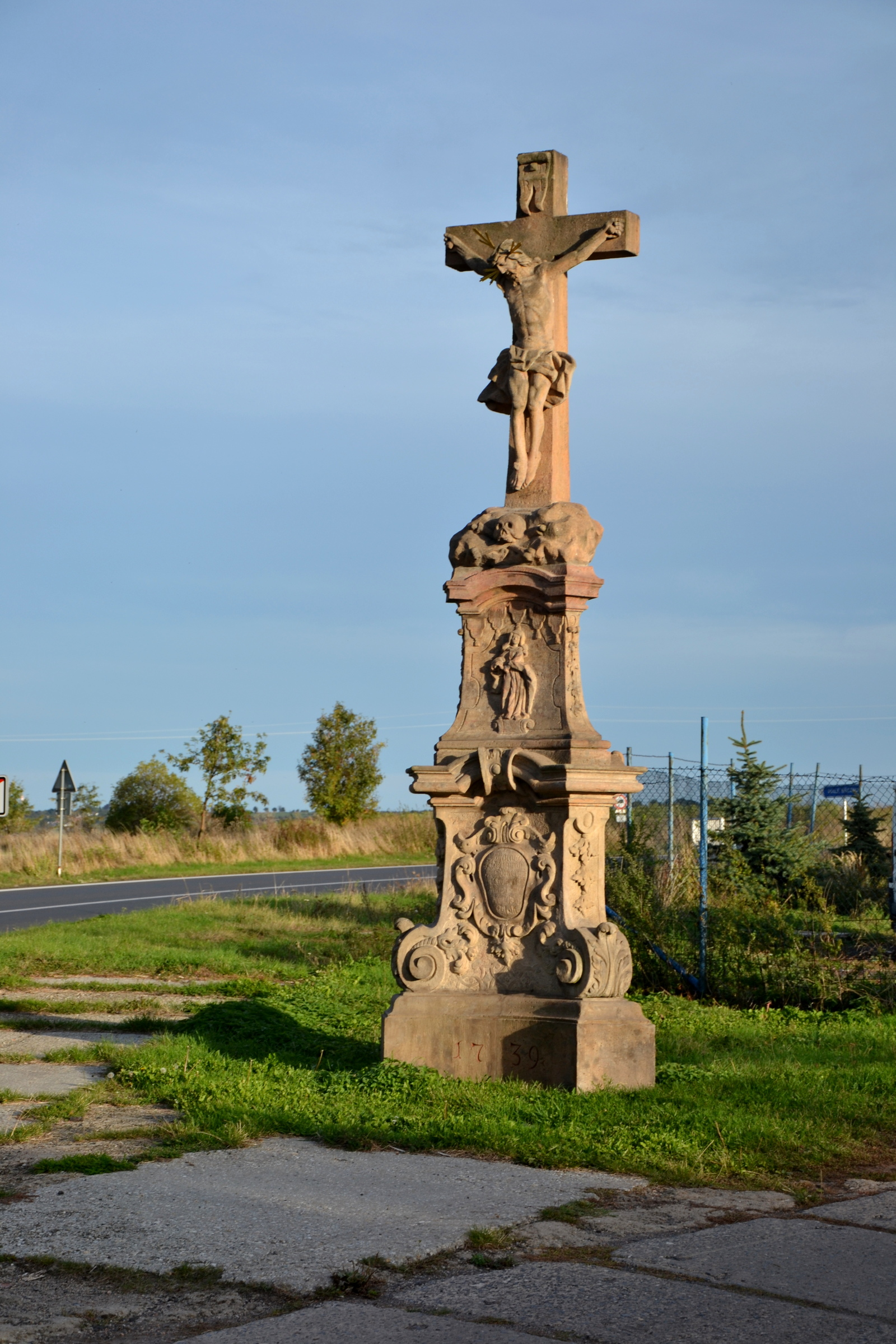
Kamenný kříž v Hošnicích